# Max Simeoni
Max Simeoni (Lozzi, 28 agosto 1929 – Bastia, 9 settembre 2023) è stato un politico francese.
Era fratello del militante e politico nazionalista còrso Edmond e zio dell'ex sindaco di Bastia ora presidente del Consiglio esecutivo della Corsica Gilles Simeoni.

## Biografia
Medico di professione, militante autonomista e ecologista, il 14 luglio 1977 fondò il partito ecologista e autonomista Unione del Popolo Corso, alle elezioni europee del 1989 si candidò e venne eletto ed entrò a far parte del Gruppo Arcobaleno. 
Nel gennaio 1983 provò a salvare Jean Paul Lafay, presidente dell'associazione delle vittime del terrorismo che aveva subito un attentato avvenuto durante la visita del senatore Charles Pasqua nell'isola.
Si candidò nuovamente alle elezioni europee del 1994 ma non venne eletto infatti la lista autonomista e indipendentista Régions et peuples solidaires ottenne solo lo 0,39% di voti. Nel 1995 provò senza successo a candidarsi alle elezioni presidenziali francesi.